# Retelsat
Retelsat fue una red de contenidos para televisiones locales y autonómicas de España. Su director era Joxean Gómez, y estaba situada en Guipúzcoa.
Retelsat emitía a través de Hispasat, y según su web, llegó a tener unas 50 televisiones locales asociadas. Enviaban unas 120 horas semanales de contenidos, con un mes de antelación al día de inicio de los derechos para facilitar a las televisiones su promoción y colocación en la parrilla.
Retelsat cesó sus actividades en el año 2011 debido a la crisis económica y a la desaparición de muchas antiguas televisiones locales, en algunos casos a consecuencia de la regularización de este servicio (hasta entonces en situación de alegalidad) con la llegada de la televisión digital terrestre. La sociedad quedó extinta en 2012 tras haber entrado en concurso de acreedores.

## Algunos contenidos
- Mujer de madera: Telenovela.
- Mi destino eres tu: Telenovela.
- Dibujos animados: Entre ellos El Patito Feo, Nick & Perry y Momo.
- La Dársena de Poniente: Serie de TVE.
- Raquel busca su sitio: Serie de TVE.
- El mundo secreto de Alex Mack: Serie juvenil americana
- El corcel negro: Serie de los años 70 de TVE.
- Documentales: Destacan Frontera Límite, Ciudades para el siglo XXI y Nuestros caminos a Santiago.
- Cine Español.
- TV Movies.
- La cocina de Mikel Bermejo: Programa de cocina.
- Matrícula: Concurso presentado por Constantino Romero.
- Zoombados: Zapping.
- Teknopolis: Programa sobre tecnología.
- Doble Juego: Concurso presentado por Carlos Sobera.
- Reparto a domicilio: Concurso presentado por Constantino Romero.
- Mis enigmas favoritos: Programa sobre investigaciones.

## Cadenas asociadas

### Autonómicas
- CYLTV: Castilla y León
- CyL8: Castilla y León

### Locales

#### Andalucía
- Ejido TV: demarcación de Ejido (Almería)
- Onda Jerez TV: demarcación de Jerez (Cádiz)
- Telehuelma: demarcación de Huelma (Jaén)
- Canal Norte Tv: San Sebastián de los Reyes (Madrid)